# UVT Aero
UVT Aero (рус. ЮВТ АЭРО) је руска авио-компанија са седиштем у Казању. Главна база компаније је Међународни аеродром Казан. 

## Историја
Дана 8. јула 2015. године нова татарстанска авиокомпанија  UVT Aero је добила  дозволу за обављање комерцијалних путничких и чартер летова, као и дозволе за теретни саобраћај. У јулу 2015. покренути су редовни летови из Бугуљме до Москве и из Казања ка Москви и Санкт Петербургу . У августу 2015. године UVT Aero покренуо је летове за Симферопољ и Сочи . УВТ Аеро такође учествује у сервисирању субвенционисаних рута од савезног значаја. 

## Флота
UVT Aero флота се састоји од следећих ваздухоплова (август 2017):
| Тип авиона          | Број | Путника |
| ------------------- | ---- | ------- |
| Bombardier CRJ200ER | 7    | 50      |
| Bombardier CRJ200LR | 1    | 50      |
| Укупно              | 8    |         |